# アメリカ独立党
アメリカ独立党（アメリカどくりつとう、American Independent Party）は、アメリカ合衆国の極右政党。

## 概要
1967年にビル・シャーラーと妻アイリーンによって結成され、翌1968年の大統領選挙においてジョージ・ウォレスを大統領候補、カーチス・ルメイを副大統領候補に推し、一般投票で13.5%、選挙人投票で46票を獲得した。このとき独立党は1964年公民権法と福祉政策に反対していた。
1969年、40州の代表が独立党の後継としてアメリカン党を結成した。1972年同党はカリフォルニア州の元下院議員ジョン・G・シュミッツを大統領候補に推薦した。
1976年、アメリカン党は北部の保守主義者やシュミッツの支持者によって構成される穏健派のアメリカン党と、深南部に基盤を置く急進派のアメリカ独立党に分裂した。
1968年から独立党とアメリカン党は大統領候補の推薦を行い、現在も活動を続けているが、両党とも大きな成功を収めていない。